# Candidature de Birmingham pour les Jeux du Commonwealth de 2022
Pour un article plus général, voir Candidatures pour les Jeux du Commonwealth de 2022.
La candidature de Birmingham pour les Jeux du Commonwealth de 2022 était une candidature de Birmingham, Angleterre et Commonwealth Games England pour accueillir les Jeux du Commonwealth de 2022. Le 21 décembre 2017, il a été annoncé que l'offre avait été retenue.

## Contexte
Birmingham prévoyait en fait de soumissionner pour les Jeux du Commonwealth de 2026. Le 13 mars 2017, la Fédération des Jeux du Commonwealth a privé Durban, Afrique du Sud de ses droits d'accueillir les Jeux du Commonwealth de 2022 et a rouvert le processus de candidature pour les jeux de 2022. Le 19 juin 2017, Birmingham a annoncé sa candidature pour accueillir les Jeux du Commonwealth de 2022 ainsi que le dévoilement de son logo de candidature.
La candidature a reçu le plein soutien de: Conseil municipal de Birmingham; trois partenariats régionaux d'entreprises locales (Partenariat d'entreprises locales du Grand Birmingham et de Solihull; Partenariat d'entreprises locales de Black Country; Coventry & Warwickshire Local Enterprise Partnership); la Autorité combinée des Midlands de l'Ouest, la West Midlands Growth Company et le Maire des Midlands de l'Ouest nouvellement élu, Andy Street. Le quadruple médaillé d'or olympique et multiple champion du monde Sir Mo Farah et PDG de Aston Villa FC Keith Wyness a également soutenu la candidature,.
Birmingham avait également candidaté pour accueillir les Jeux olympiques d'été de 1992, mais Barcelone a été sélectionnée.

## Événements précédents organisés
Birmingham a fait ses preuves dans l'organisation de grands événements sportifs et culturels internationaux, tels que:
- The Ashes matchs de test
- Championnats du monde de gymnastique artistique 1993
- Yonex All England Open Badminton Championships depuis 1994
- Championnats du monde de netball 1995
- Concours Eurovision de la chanson 1998
- Championnats d'Europe d'athlétisme en salle 2007
- Championnats d'Europe de gymnastique artistique masculine 2010
- Championnats du monde de trampoline 2011
- Championnats du monde de BMX 2012
- Calendrier de la Coupe du monde de rugby à XV 2015
- Champions Trophy de l'ICC 2017
- Championnats du monde d'athlétisme en salle 2018
- Ligue de diamant
- Coupe Davis
- Tournoi de tennis de Birmingham

## Lieux

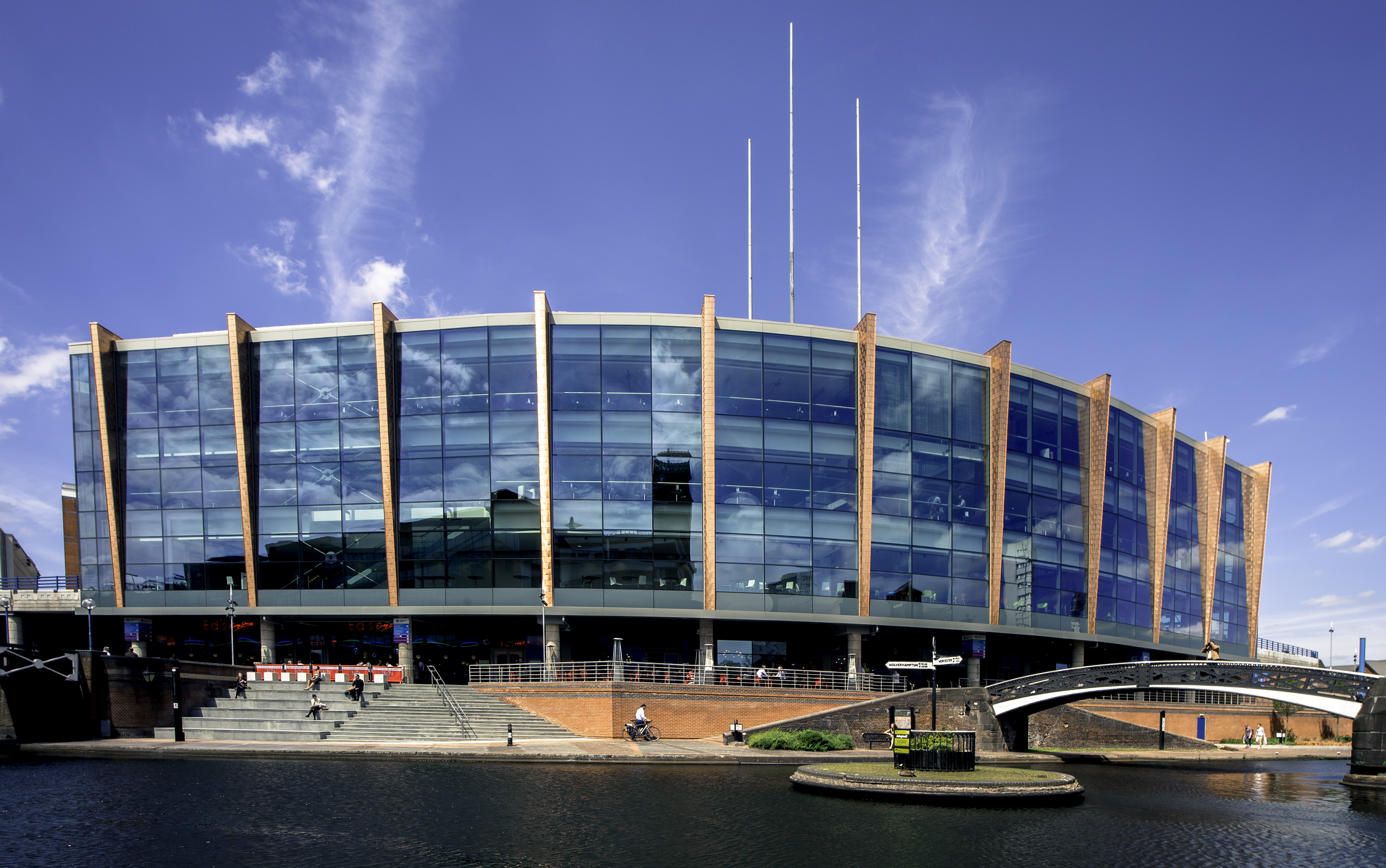
Barclaycard Arena

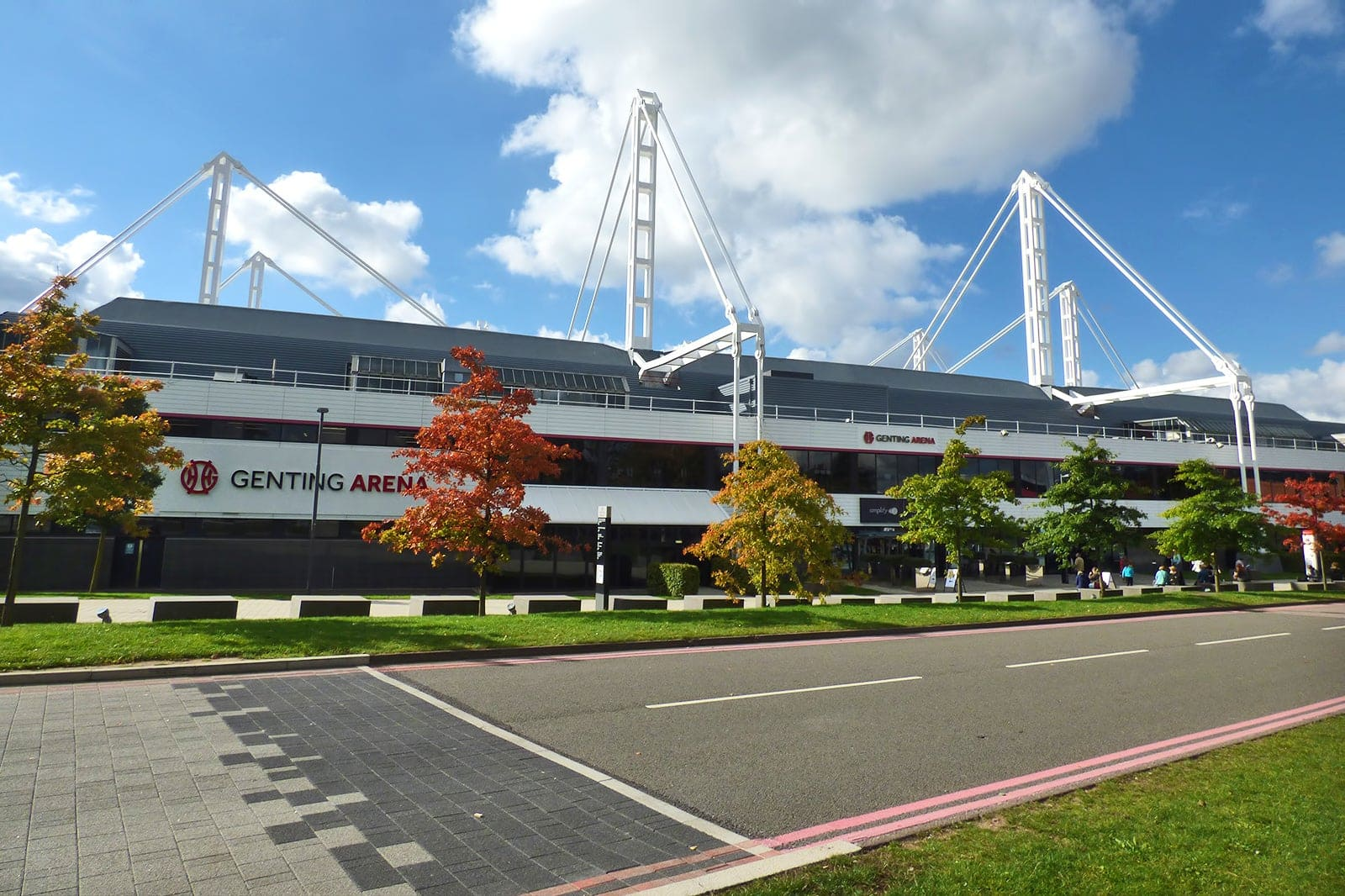
Resorts World Arena

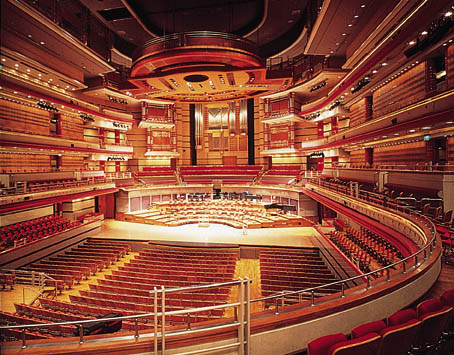
Symphony Hall

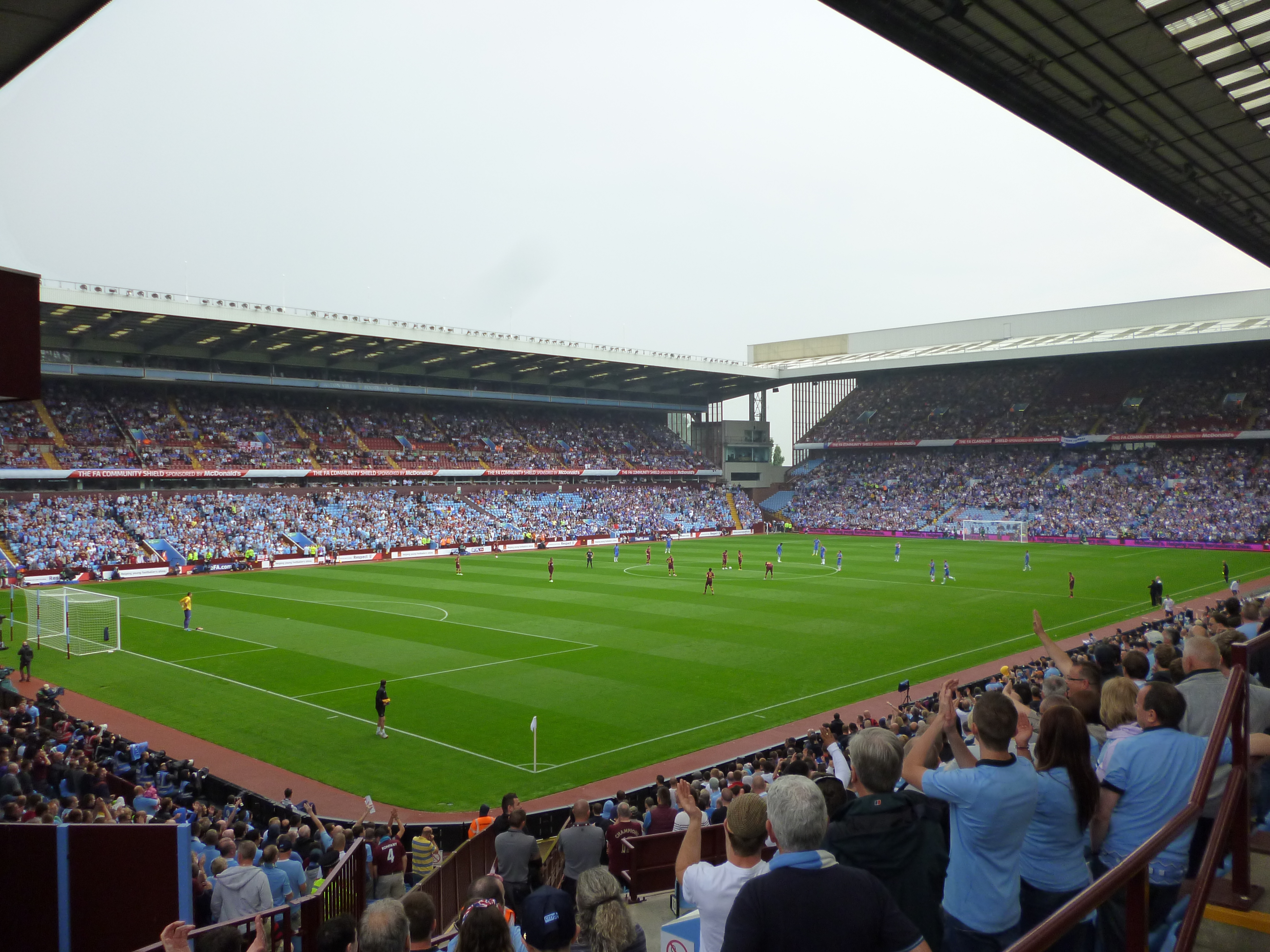
Villa Park

Birmingham possède un certain nombre de sites sportifs, d'arènes et de salles de conférence adaptés à l'accueil du sport pendant les Jeux. 95% des sites de compétition étaient déjà en place pour les jeux de 2022. Alexander Stadium qui accueillera[Passage à actualiser] les cérémonies et l'athlétisme sera[Passage à actualiser] rénové et la capacité passera[Passage à actualiser] de 12 000 à 50 000 places. Une piste d'échauffement de 400 mètres sera[Passage à actualiser] également aménagée. Cela laisserait le stade bien placé pour devenir le siège de UK Athletics, accueillant toutes les grandes compétitions nationales et internationales après les Jeux.

### Lieux à Birmingham
| Lieu                                            | Sport                                     | Capacité | Statut       |
| ----------------------------------------------- | ----------------------------------------- | -------- | ------------ |
| Alexander Stadium                               | Cérémonies Athlétisme                     | 50 000   | Amélioration |
| National Exhibition Centre                      | Boxe Judo Tennis de table Lutte libre     | 5 000    | Existant     |
| Resorts World Arena                             | Badminton                                 | 15 000   | Existant     |
| Barclaycard Arena                               | Gymnastique                               | 15 000   | Existant     |
| Symphony Hall                                   | Haltérophilie Force athlétique handisport | 2 200    | Existant     |
| University of Birmingham Hockey & Squash Centre | Hockey sur gazon Squash                   | 5 000    | Existant     |
| Sandwell Aquatics Centre                        | Natation Natation handisport Plongeon     | 5 000    | Nouveau      |
| Villa Park                                      | Rugby à VII                               | 42 000   | Existant     |
| Victoria Square                                 | Basket-ball à 3                           | 3 000    | Existant     |

### Lieux en dehors de Birmingham
| Lieu                            | Sport      | Capacité | Statut   |
| ------------------------------- | ---------- | -------- | -------- |
| Coventry Building Society Arena | Netball    | 7 000    | Existant |
| Victoria Park                   | Boulingrin | 2 000    | Existant |